# Nuovo Partito Conservatore (Corea del Sud)
Il Nuovo Partito Conservatore (in coreano: 새로운보수당?, 새로운保守黨?, SaerounbosudangLR) è stato un partito politico coreano, formatosi nel 2019 da una scissione dal Partito Bareunmirae. Presentato nel gennaio 2020, poco più di un mese dopo, è confluito nel Partito Unito del Futuro.

## Storia
Il 30 settembre 2019, quindici deputati del Partito Bareunmirae critici nei confronti del leader Sohn Hak-kyu, guidati da Yoo Seong-min, formarono l'Azione di Emergenza per il Cambiamento e l’Innovazione (in coreano: 변화와 혁신을 위한 비상행동)?, quale corrente interna. Dopo aver assunto provvisoriamente il nome di Cambiamento ed Innovazione, il 12 dicembre venne svelato il nome definitivo ed iniziò la fase costituente quale partito autonomo.
Successivamente, il gruppo abbandonò alcuni deputati vicini ad Ahn Cheol-soo, in quanto quest'ultimo non chiarì la sua intenzione di aderire o meno alla neonata formazione.
Il processo costituente del partito arrivò al suo culmine durante il congresso fondativo, svoltosi il 5 gennaio 2020. Tuttavia, poco più di un mese dopo, aderì al Partito Unito del Futuro, insieme al Partito della Libertà ed Avanti per il Futuro 4.0.

## Ideologia
Ha Tae-keung, membro del Nuovo Partito Conservatore, ha definito quest'ultimo come un movimento "conservatore giovanile, moderato, che supera l'impeachment, equo, nuovo e grande". Il partito si è anche concentrato su questioni sociali come l'ingiustizia, le riforme, lo sviluppo ecologico e la polarizzazione.